# Polycentropus ichnusa
Polycentropus ichnusa là một loài Trichoptera trong họ Polycentropodidae. Chúng phân bố ở miền Cổ bắc.